# 교향곡 92번 (하이든)
요제프 하이든은 1789년 프랑스 도니 백작이 의뢰한 교향곡 3개 중 하나로 옥스퍼드 교향곡으로 널리 알려진 Hoboken I/92 G장조 교향곡 92번을 완성했다. 교향악을 위한 악기는 플루트, 2 개의 오보에, 2 개의 바순, 2개의 호른, 2개의 트럼펫, 팀파니 및 현악기이다.
1791년 옥스퍼드 대학에서 그에게 음악 박사 학위를 수여한 의식이 끝날 때 하이든이 이 교향곡을 지휘했다고 해서 교향곡이 "옥스퍼드"라고 불린다.
옥스퍼드에서의 하이든의 모습은 그가 50대 후반에 달성한 국제적인 성공의 증거이다. 하이든에게 학위를 수여해야 한다고 제안하고 모든 준비를 한 사람은 자신이 대학을 졸업하고 옥스퍼드 음악 박사인 Charles Burney였다. 작곡가가 예상보다 늦게 런던에서 도착했기 때문에 그는 옥스퍼드 음악가들에게 이미 친숙한 교향곡을 지휘해야 했고, 그 교향곡은 보자마자 연주하게 되었다.

## 구성
1. Adagio - Allegro spiritoso
2. Adagio cantabile
3. Menuetto: Allegretto
4. Presto

### 1악장
작곡가는 이 악장에서 안정성과 불안정성의 강한 대조를 사용하여 소나타 형식의 각 부분을 구별한다. 교향곡의 첫 번째 주제를 공개하기 전에 하이든은 이 악장을 G장조 강장조로 시작하여 평행 단조까지 변조하고 G장조의 독일 6화음(Gr +6 )을 연장하는 느린 도입부로 이 악장을 시작한다. 그는 으뜸음에서 첫 번째 주제를 시작하지만 딸림7화음으로 시작한다. 이것은 당시 교향곡에서는 매우 이례적인 것으로 하이든의 독특한 작곡 스타일을 반영한다. 나머지 부분은 이 첫 번째 주제에서 제시된 많은 아이디어를 반영할 것이기 때문에 이 교향곡은 단일 주제로 불렸다.
첫 번째 테마 다음은 하이든이 도미넌트로 변조할 수 있도록 하는 전환이다. 두 번째 주제는 악장의 시작 아이디어로 시작하지만 지배적인 키이다. 이 테마가 진행됨에 따라 닫는 테마로 들어가기 전에 마이너 모드 섹션으로 들어간다. 하이든은 1악장이 끝날 때까지 토닉 키를 유지한다.

### 2악장
2악장은 느리고 노래 같은 선율의 삼중 형식이다. 그러나 하이든은 이 악장에서 강렬한 중간 섹션을 단조로 추가하여 특이한 구성을 사용한다. 이 작은 막간은 시작 섹션의 동기를 기반으로 한다. 주요 섹션의 단축된 복귀는 바람을 특징으로 하는 움직임의 섹션보다 앞서 있다.

### 3악장
하이든은 미뉴에트와 트리오로 ABA 형식의 3악장을 구성한다. 미뉴에트와 트리오는 모두 반복되는 이진 형식이다. 하이든은 듣는 사람에게 더 재미있는 악장을 만들기 위해 일반적인 4소절 프레이즈와 달리 6마디 프레이즈로 미뉴에트를 구성하고 싱코페이션과 정지음을 추가한다. 이 모든 특성은 하이든 시대의 청중들에게 매우 독특했기 때문에 유머러스한 것으로 판명되었다.

### 4악장
옥스퍼드 교향곡의 하이든의 마지막 악장은 긴장과 해방감을 중심으로 한다. 하이든은 이러한 특성을 청취자에게 전달하기 위해 교향곡의 1악장보다 약간 빠르고 짧은 이 소나타 형식의 악장을 작성하여 클라이막스 엔딩을 만들었다. 세 개의 느리고 부드러운 G 장조 코드로 시작한 교향곡은 세 개의 크고 강한 코드로 끝난다.

## 참고자료
- Robbins Landon, H. C. (1963) Joseph Haydn:  Critical Edition of the Complete Symphonies, Universal Edition, Vienna
- J. Peter Burkholder, Donald J. Grout, Claude V. Palisca, "A History of Western Music Seventh Edition," p. 536-538.
- J. Peter Burkholder, Claude V. Palisca, "Norton Anthology of Western Music Volume 2: Classic to Twentieth Century," p. 111-175.
- Steinberg, Michael, The Symphony (Oxford and New York: Oxford University Press, 1995). ISBN 0-19-506177-2ISBN 0-19-506177-2.